# 純真高等学校
純真高等学校（じゅんしんこうとうがっこう）は、福岡県福岡市南区筑紫丘一丁目に本部を置く、学校法人純真学園が運営する男女共学の私立高等学校。
ここでは、廃校となった純真中学校についても記載する。
2007年4月1日に校名を東和大学附属中学校・東和大学附属東和高等学校から純真中学校・高等学校に改称したが、同年度より中学校は募集停止となり、2009年3月末の休校を経て、2012年3月30日をもって閉校となった。

## 沿革
- 1956年
  - 2月1日 - 学校法人純真女子学園設立。純真女子高等学校を設置
  - 4月1日 - 純真女子高等学校開校。普通科を設置
- 1957年3月15日 - 学校法人純真女子学園を学校法人福田学園に名称変更
- 1965年1月18日 - 衛生看護科を設置
- 1966年
  - 日付不明 - 男女共学化
  - 2月4日 - 福田学園中学校を設置
- 1968年7月4日 - 純真女子高等学校を東和大学附属高等学校に、福田学園中学校を東和大学附属中学校に名称変更
- 1973年4月4日 - 東和大学附属高等学校を東和大学附属東和高等学校に名称変更
- 1977年日付不明 - 理数科（設置年不明）、保健体育科（設置年不明）を募集停止
- 1989年日付不明 - 音楽科（設置年不明）を募集停止
- 2002年4月1日 - 看護科専攻科を設置
- 2007年4月1日 - 学校法人福田学園を学校法人純真学園に、東和大学附属東和高等学校を純真高等学校に、東和大学附属中学校を純真中学校に名称変更。中学校の生徒募集停止
- 2009年
  - 8月3日 - 純真高等学校の音楽科、理数科、保健体育科を廃止[1]
  - 日付不明 - 純真中学校、最後の生徒が卒業して休校となる
- 2012年3月30日 - 純真中学校を廃止[2]
- 2016年 - 創立60周年
- 2024年3月末 - 純真高等学校の看護学科の募集停止

## 学科・コース
- 高等学校
  - 普通科
    - 特進コース　
    - キャリア探究コース
    - 進学コース　
    - 普通コース

## アクセス
- 西鉄天神大牟田線大橋駅 (徒歩8分)
- 西鉄バス神田町バス停 (徒歩10分)
- JR九州竹下駅よりシャトルバスの運行

## 主な出身者
- 溝口由利香（バレーボール選手：ヴィクトリーナ姫路）
- 上土井雅大（陸上競技選手：JR東日本ランニングチーム）
- 坪根悠仁（俳優）
- 大島こうすけ（元WANDS）